# Jan D. Achenbach

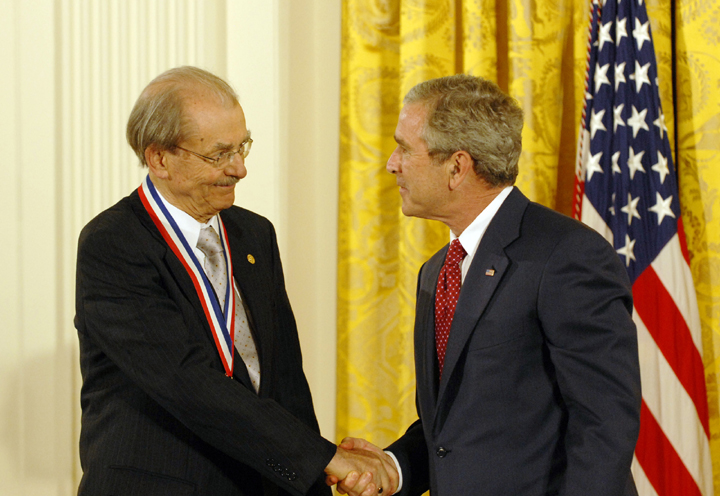
Jan D. Achenbach 2005 bei Erhalt der National Medal of Science mit Präsident George W. Bush (rechts)

Jan Drewes Achenbach (* 20. August 1935 in Leeuwarden; † 22. August 2020) war ein niederländisch-US-amerikanischer Ingenieurwissenschaftler. Er war Professor an der Northwestern University in der Fakultät für Maschinenbau und Bauingenieurwesen.

## Leben
Achenbach studierte Aeronautik an der TU Delft mit dem Diplom-Abschluss 1959. Danach ging er in die USA, wo er 1962 an der Stanford University in Aeronautik und Astronautik promoviert wurde. Als Post-Doktorand war er an der Columbia University (als Preceptor) und ging dann 1963 zunächst als Assistant Professor für Bauingenieurwesen an die Northwestern University. 1966 wurde er Associate Professor, 1969 Professor, 1981 Walter P. Murphy Professor (für Bauingenieurwesen, Maschinenbau und Angewandte Mathematik) und 1992 Distinguished McCormick School Professor. 1985 bis 2001 war er Direktor des Center for Quality Engineering and Failure Prevention an der Universität.
1969 war er Gastprofessor an der University of California, San Diego (in La Jolla) und 1970/71 an der TH Delft. Seit 1981 ist er Consulting Professor am Huazhong Institute of Science and Technology.
Er befasste sich theoretisch mit Wellen in elastischen Medien, mit Schallausbreitung in Festkörpern und experimentell z. B. mit Methoden zur Entdeckung von Rissen und Fehlstellen (Korrosion) mit Ultraschall. Diese führte zu bedeutenden Fortschritten in der Sicherheit von Flugzeugen, aber auch bei Brücken, Reaktoren und anderen sicherheitskritischen Strukturen. Er war Gründungsherausgeber der Zeitschrift Wave Motion.
Jan D. Achenbach verstarb im August 2020 zwei Tage nach seinem 85. Geburtstag.

## Ehrungen und Mitgliedschaften
Ehrungen
- 2005 National Medal of Science
- 2003 National Medal of Technology
- 2009 Raymond D. Mindlin Medal
- 2010 Von-Karman-Medaille
- 2001 William Prager Medal der Society of Engineering Science
- 2012 ASME Medal
- 1992 Timoshenko Medal
- 1996 McDonnell-Douglas Model of Excellence Award
- 1997 American Academy of Mechanics Distinguished Service Award

Mitgliedschaften
- National Academy of Sciences (1992)
- National Academy of Engineering (1982)
- American Academy of Arts and Sciences (1994)
- American Association for the Advancement of Science (1998)
- Japan Society for the Promotion of Science (1988)
- Ehrenmitglied der Nationalen Akademie der Wissenschaften von Korea
- Academia Europaea (2010)
- korrespondierendes Mitglied der Königlich Niederländischen Akademie der Wissenschaften (1999)
- Ehrenmitglied der ASME (2002) und seit 1979 deren Fellow
- Fellow der Acoustical Society of America
- Fellow der American Academy of Mechanics (1973), und 1978/79 deren Präsident

## Schriften
- Reciprocity in Elastodynamics, Cambridge University Press 2003
- mit A. K. Gautesen, H. McMaken Ray methods for waves in elastic solids, Pitman 1982
- A theory of elasticity with microstructure for directionally reinforced composites, Springer Verlag 1975
- Wave propagation in elastic solids, North Holland 1973